# Football en Australie

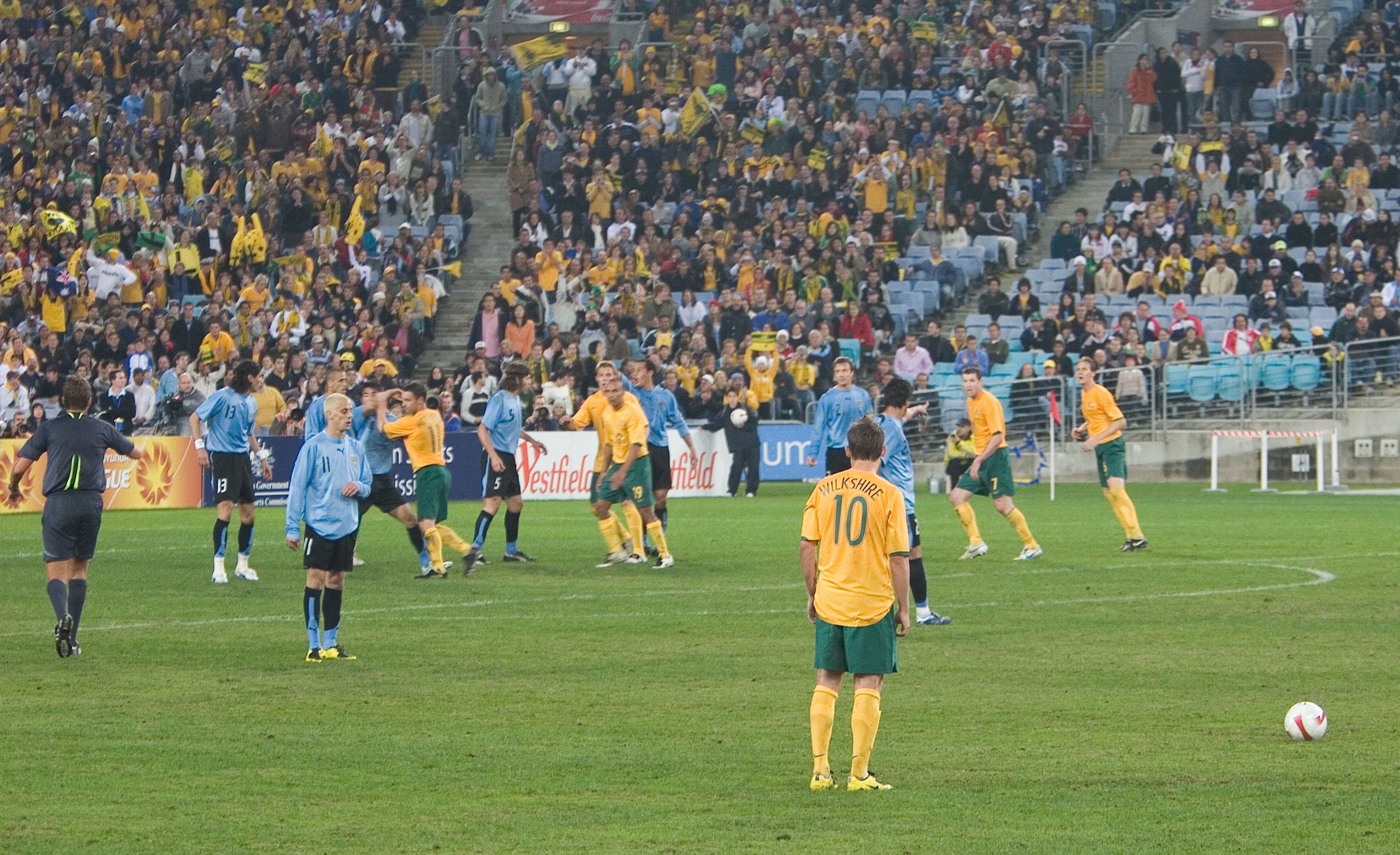
Australia vs Uruguay football (soccer) match 2007-06-02.

Le football en Australie, aussi appelé soccer est le sport d'extérieur le plus pratiqué en Australie avec plus d'un million de pratiquants. En revanche, il n'arrive qu'à la septième position des sports les plus suivis à la télévision, les audiences étant plus élevées pour les compétitions internationales que pour le championnat domestique. La Fédération d'Australie de football (fédération australienne de football) est l'instance organisatrice du football dans le pays, organisant notammnent l'A-League Men, la A-League Women et la FFA Cup. Elle structure aussi les équipes nationales, tant masculine que féminine, surnommées respectivement Socceroos et Matildas. La FFA est subdivisée en neuf fédérations, une pour chacun des Etats et territoires de l'Australie. 
Le football moderne est introduit en Australie à la fin du XIXe siècle par des immigrants britanniques. Le premier club du pays, les Wanderers, est fondé le 3 août 1880 à Sydney. Le club existant le plus ancien est le Balgownie Rangers, créé en 1883 à Wollongong. Le club des Wanderers est aussi la première équipe à jouer conformément aux Lois du jeu. Un championnat semi-professionnel, la National Soccer League, est créé en 1977. Elle est remplacée par la A-League, complètement professionnelle, en 2004, ce qui contribue au développement de la popularité du sport dans le pays. Enfin, l'Australie est un membre fondateur de la confédération d'Océanie de football (OFC) avant de venir membre de la confédération asiatique de football (AFC) en 2006. 
Historiquement, le football est le sport des populations immigrées, comme en témoigne les compositions de l'équipe nationale, qui comprennent souvent des joueurs qui ne sont pas nés sur l'île ou bien dont les parents n'y sont pas nés. Ainsi, l'équipe qui participe à la coupe du monde 2022 est constituée pour moitié de joueurs venant de communautés issues de l'immigration. De même, lors de l'édition 1974, seul un tiers des joueurs était né sur l'île.